# Soupe aux haricots
La soupe aux haricots est une recette italienne traditionnelle à base de haricots. Il existe plusieurs variantes de ce plat, qui varient d'une région à l'autre. Par exemple, la soupe aux haricots et à l'épeautre est un plat typique de la Toscane, tandis que la soupe aux haricots avec couennes de porc est un plat traditionnel romain. 
La soupe aux haricots noirs, souvent accompagnée de tortillas, est un plat cuisiné en Amérique centrale et principalement au Mexique. La soupe aux haricots noirs est aussi un plat traditionnel italien.

## Histoire
Les mondes grec et romain étaient de grands consommateurs de légumineuses, mais parmi les haricots, ils ne connaissaient que ceux communément appelés « haricots oculaires » ou Vigna unguiculata. Ce n'est qu'avec la découverte de l'Amérique que les variétés aujourd'hui cultivées ont été massivement introduites. Leur diffusion en Europe a été très rapide. Dès le début du XVIe siècle, il est attesté en Vénétie, en France, en Allemagne et en Hongrie. En 1585, Annibale Carracci choisit le thème du mangiafagioli (« mangeur de haricots »), qui était déjà à l'époque l'un des plats les plus populaires.
La soupe aux haricots est à l'origine un plat de paysans pauvres. Elle était préparée le matin avant de quitter la maison pour aller travailler dans les champs, en plaçant des haricots avec de l'eau de pluie sur le feu dans un pot en terre cuite et en les laissant mijoter sans qu'il soit nécessaire de surveiller la cuisson.
Un repas copieux de pâtes et de soupe aux haricots commandé par Alberto Sordi et Anna Longhi dans un restaurant gastronomique a été utilisé comme expédient humoristique en contraste avec le menu sophistiqué, dans l'épisode Vacanze intelligenti du film Où es-tu allé en vacances ?.